# Edgar Syers

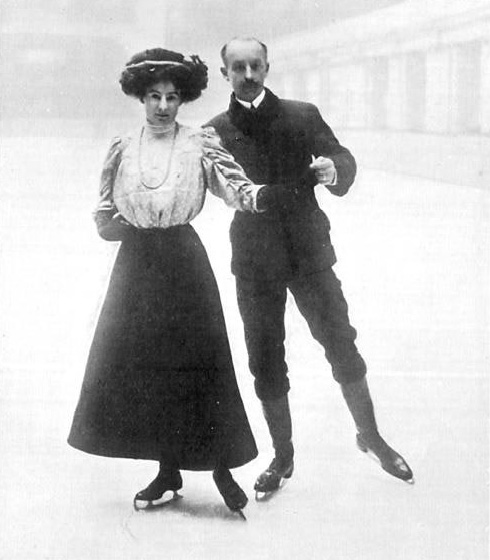
Madge y Edgar Syers en la ed. de 1908 de los Juegos Olímpicos.

Edgar Morris Wood Syers (Brighton, 18 de marzo de 1863 — Maidenhead, 16 de febrero de 1946) fue un patinador artístico británico. 
Obtuvo una medalla de bronce olímpica en los Juegos Olímpicos de Londres 1908 junto a su esposa: Madge Syers.